# Max Holloway
Jerome-Max Kelii Holloway (ur. 4 grudnia 1991 w Honolulu) – amerykański zawodnik mieszanych sztuk walki (MMA), hawajskiego pochodzenia. W latach 2017-2019 mistrz UFC w wadze piórkowej, a wcześniej tymczasowy z 2016 roku. Posiadacz pasa mistrzowskiego BMF (w federacji UFC).

## Życiorys
Holloway urodził się w Honolulu na Hawajach i wychował w Waianae, obszarze znanym z walk na pięści. Rodzice Hollowaya byli nałogowymi narkomanami, a jego matka Missy Kapoi była konsumentką metamfetaminy. Jego ojciec, Mark Holloway, który nieustannie maltretował jego matkę odszedł, gdy Max miał około 11 lat. Max zaczął trenować kick-boxing w 2007 roku pod koniec drugiego roku, w wieku 15 lat. Po trzech dniach treningu wygrał swój pierwszy amatorski pojedynek w tym sporcie. Ukończył liceum Waianae w 2010 roku.

## Kariera MMA

### Wczesna kariera
W MMA zadebiutował 11 września 2010 na lokalnej gali X-1, pokonując Duke’a Saragosę jednogłośnie na punkty. W X-1 stoczył jeszcze dwa zwycięskie pojedynki oraz został mistrzem wagi lekkiej, po czym w styczniu 2012 podpisał kontrakt z Ultimate Fighting Championship.

### UFC
W debiucie dla amerykańskiej organizacji, który odbył 4 lutego 2012 na UFC 143, przegrał z Dustinem Poirierem przez poddanie. Do końca roku, stoczył trzy pojedynki, wszystkie zwycięskie. 
W 2013, zanotował dwie porażki, najpierw 25 maja z Dennisem Bermudezem niejednogłośnie na punkty, następnie 17 sierpnia z Conorem McGregorem również na punkty.
4 stycznia 2014 na gali UFC Fight Night: Saffiedine vs. Lim znokautował Willa Chope’a w 2. rundzie. Wygrana nad Chopem zapoczątkowała passę dziesięciu zwycięstw z rzędu m.in. nad Cubem Swansonem, Charlesem Oliveirą oraz Ricardo Lamasem, która została zwieńczona zdobyciem tymczasowego mistrzostwa UFC wagi piórkowej 10 grudnia 2016 po pokonaniu Anthony’ego Pettisa przez techniczny nokaut w 3. rundzie.
3 czerwca 2017 podczas UFC 212 stoczył unifikacyjny pojedynek z posiadaczem pasa wagi piórkowej Brazylijczykiem José Aldo. Holloway pokonał Brazylijczyka przez techniczny nokaut w trzeciej rundzie, stając się pełnoprawnym mistrzem.
2 grudnia 2017 na UFC 218 w swojej pierwszej obronie pasa doszło do jego rewanżu z Aldo. Ponownie zwyciężył w trzeciej rundzie przez TKO.
8 grudnia 2018 na wydarzeniu UFC 231 w Toronto obronił tytuł po raz drugi pokonując przez techniczny nokaut (niedopuszczenie przez lekarza do piątej rundy) Briana Ortegę.
Później znacząco awansował w kategorii wagowej. 13 kwietnia 2019 roku na gali UFC 236 doszło do jego rewanżu z Dustinem Poirierem o tymczasowe mistrzostwo wagi lekkiej UFC. Przegrał walkę jednogłośną decyzją. Ta walka przyniosła mu nagrodę za najlepszą walkę wieczoru.
W przygotowaniach do dalszych bojów wrócił do wagi piórkowej, a walka z byłym mistrzem wagi lekkiej UFC, Frankiem Edgarem, została zaplanowana po raz trzeci i ostatecznie odbyła się 27 lipca 2019 roku, na UFC 240. Holloway wygrał walkę jednogłośną decyzją, skutecznie broniąc swojego tytułu wagi piórkowej po raz trzeci.
W swojej czwartej obronie tytułu, zmierzył się z Alexandrem Volkanovskim 14 grudnia 2019 roku na gali UFC 245. Przegrał walkę przez jednogłośną decyzję, kończąc swoje panowanie w wadze piórkowej.
12 lipca na gali UFC 251 Holloway ponownie stoczył walkę z Alexandrem Volkanovskim w rewanżu o pas wagi piórkowej. Przegrał walkę przez niejednogłośną decyzję. Wynik ten wzbudził kontrowersje wśród mediów i osobistości mieszanych sztuk walki, takich jak np. prezydent UFC – Dana White, były sędzia i twórca systemu zasad John McCarthy oraz wielu zawodników MMA.
16 stycznia 2021 roku skrzyżował rękawice z Calvinem Kattarem w walce wieczoru gali UFC on ABC 1. Holloway zdominował Kattara we wszystkich 5 rundach i wygrał jednogłośną decyzją. Dwóch sędziów punktowało 50-43, a jeden sędzia punktował ją 50-42.
13 listopada 2021 roku podczas UFC Fight Night 197 pokonał po niesamowitym pojedynku Yaira Rodrígueza.

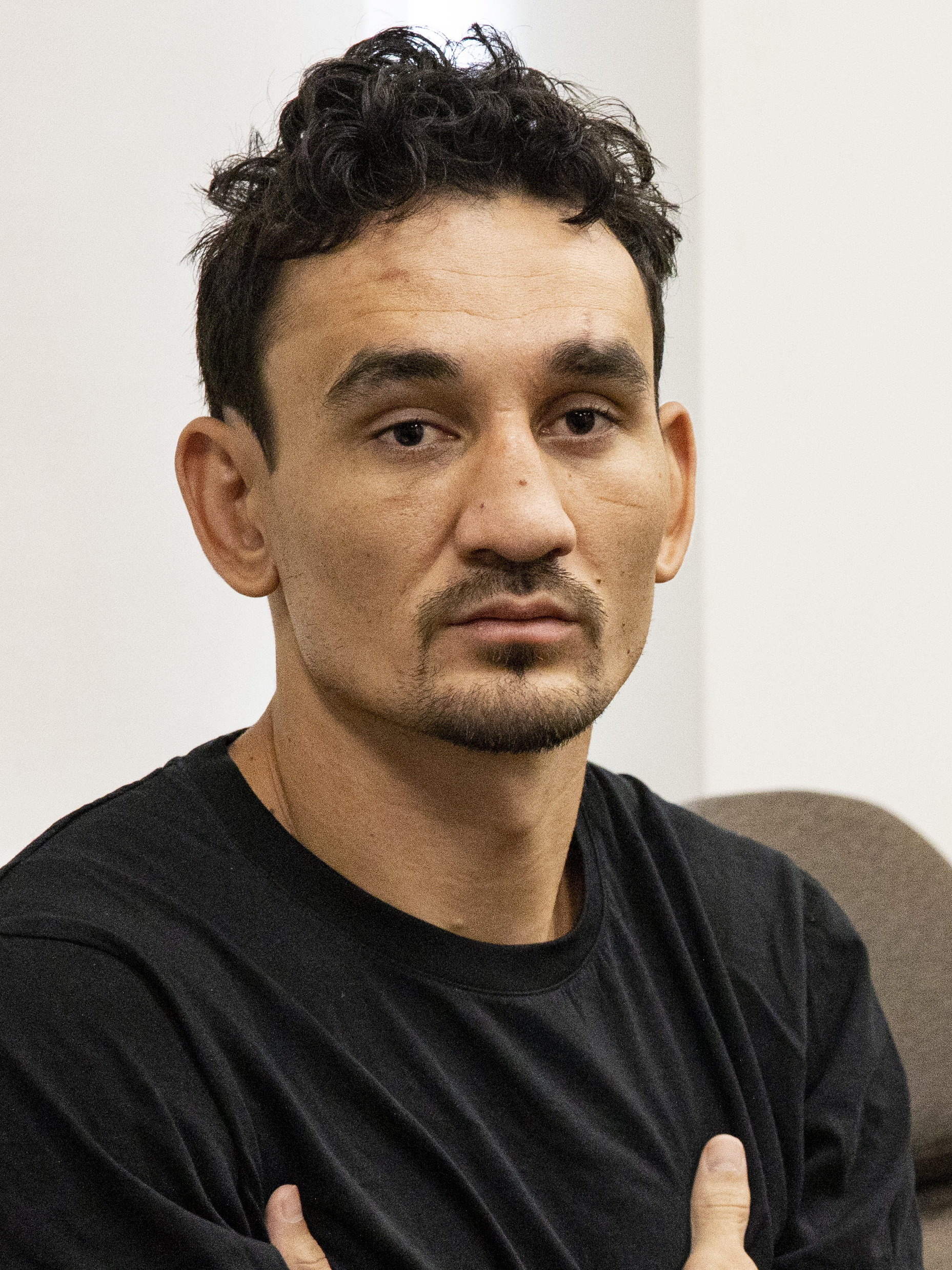
Holloway (2022)

Na UFC 276, które odbyło się 2 lipca 2022 roku doszło do trylogii o pas wagi piórkowej z Alexandrem Volkanovskim. W drugiej walce wieczoru wydarzenia po raz trzeci musiał uznać wyższość rywala, przegrywając jednogłośnie na pełnym dystansie.
Podczas kwietniowej gali UFC Fight Night: Holloway vs. Allen zmierzył się z zajmującym 4. miejsce w rankingu kategorii piórkowej UFC Arnoldem Allenem. Zwyciężył przez jednogłośną decyzję sędziów (49-46, 49-46, 48-47).
W walce wieczoru gali UFC on ESPN: Holloway vs. The Korean Zombie, która odbyła się 26 sierpnia 2023 w Singapurze skrzyżował rękawice z Jung Chan-sungiem. Na początku trzeciej rundy znokautował Koreańczyka prawym sierpem w kontrze.
13 kwietnia 2024 roku na jubileuszowej gali UFC 300, która odbyła się w Las Vegas stoczył walkę z byłym tymczasowym mistrzem UFC w wadze lekkiej, Justinem Gaethje. Holloway zdobył pas mistrzowski BMF („Baddest Motherfucker”) , pokonując rywala przez nokaut w ostatniej sekundzie piątej rundy. Ustanowił tym samym rekord najpóźniejszego zwycięstwa przez nokaut w historii UFC. Ponieważ organizacja zwiększyła na tym wydarzeniu wypłatę premii bonusowych po walce z 50 000 do 300 000 dolarów, walka ta przyniosła mu bonus za występ wieczoru o wartości 300 000 dolarów i bonus za walkę wieczoru o wartości 300 000 dolarów.  
26 października 2024 roku na gali UFC 308 w Abu Zabi zawalczył z Ilią Topurią o jego pas mistrzowski wagi piórkowej. Po raz pierwszy w karierze przegrał walkę przez nokaut.  
W walce wieczoru gali UFC 318, która odbyła się 19 lipca 2025 w Nowym Orleanie, zmierzył się po raz trzeci z Dustinem Poirierem, a w stawce tego starcia był posiadany przez Hollowaya pas mistrzowski BMF (Baddest Motherfucker). Holloway zwyciężył przez jednogłośną decyzję sędziów, odnosząc wygraną w ostatnim zawodowym występie Poiriera.   

## Osiągnięcia

### Mieszane sztuki walki
- X-1 World Events
  - 2011–2012: mistrz X-1 w wadze lekkiej (-70 kg)

- Ultimate Fighting Championship
  - 2016–2017: tymczasowy mistrz UFC w wadze piórkowej (-66 kg)
  - 2017–2019: mistrz UFC w wadze piórkowej
  - 2024: Posiadacz pasa mistrzowskiego BMF
- World MMA Awards
  - 2017: Zawodnik Roku im. Charlesa "Maski" Lewisa[55]
- MMAMania.com
  - UFC/MMA Zawodnik roku 2017 - Top 5 List #1[56]
- RealSport
  - 2017: Zawodnik roku[57]
- Pundit Arena
  - 2017: Zawodnik roku
- MMAFighting.com
  - 2017: Zawodnik roku[58]
- BishopSportsNetwork.com
  - 2017: Zawodnik roku[59]
- MMADNA.nl
  - 2018: Bonus za występ wieczoru vs. Brian Ortega[60]
- MMAjunkie.com
  - 2023: Walka miesiąca (kwiecień) vs. Arnold Allen[61]

## Lista zawodowych walk MMA
| Wynik     | Bilans | Przeciwnik (bilans przed walką) | Rozstrzygnięcie                                                     | Runda | Czas | Rozgrywki                                       | Data       | Miejsce        | Uwagi |
| --------- | ------ | ------------------------------- | ------------------------------------------------------------------- | ----- | ---- | ----------------------------------------------- | ---------- | -------------- | --- |
| Wygrana   | 27-8   | Dustin Poirier (30-9. 1 NC)     | Decyzja (jednogłośna)                                               | 5     | 5:00 | UFC 318                                         | 19.07.2025 | Nowy Orlean    | Obronił pas mistrzowski BMF (Baddest Motherfucker). Main Event |
| Przegrana | 26-8   | Ilia Topuria (15-0)             | KO (lewy sierpowy)                                                  | 3     | 1:34 | UFC 308                                         | 26.10.2024 | Abu Zabi       | Pojedynek o pas mistrzowski UFC w wadze piórkowej. Main Event |
| Wygrana   | 26-7   | Justin Gaethje (25-4)           | KO (prawy sierpowy)                                                 | 5     | 4:59 | UFC 300                                         | 13.04.2024 | Las Vegas      | Walka w wadze lekkiej. Zdobył pas mistrzowski BMF (Baddest Motherfucker). Bonus za walkę wieczoru oraz za występ wieczoru.                                          |
| Wygrana   | 25-7   | Jung Chan-sung (17-7)           | KO (prawy sierpowy)                                                 | 3     | 0:23 | UFC Fight Night: Holloway vs. The Korean Zombie | 26.08.2023 | Kallang        | Bonus za walkę wieczoru. Main Event |
| Wygrana   | 24-7   | Arnold Allen (19-1)             | Decyzja (jednogłośna)                                               | 5     | 5:00 | UFC Fight Night: Holloway vs. Allen             | 15.04.2023 | Kansas City    | Main Event |
| Przegrana | 23-7   | Alexander Volkanovski (24-1)    | Decyzja (jednogłośna)                                               | 5     | 5:00 | UFC 276                                         | 02.07.2022 | Las Vegas      | Walka o pas mistrzowski UFC w wadze piórkowej. |
| Wygrana   | 23-6   | Yair Rodríguez (13-2)           | Decyzja (jednogłośna)                                               | 5     | 5:00 | UFC Fight Night: Holloway vs. Rodríguez         | 13.11.2021 | Las Vegas      | Main Event |
| Wygrana   | 22-6   | Calvin Kattar (22-4)            | Decyzja (jednogłośna)                                               | 5     | 5:00 | UFC on ABC: Holloway vs. Kattar                 | 16.01.2021 | Abu Zabi       | Main Event |
| Przegrana | 21-6   | Alexander Volkanovski (21-1)    | Decyzja (niejednogłośna)                                            | 5     | 5:00 | UFC 251                                         | 11.07.2020 | Abu Zabi       | Walka o pas mistrzowski UFC w wadze piórkowej. |
| Przegrana | 21-5   | Alexander Volkanovski (20-1)    | Decyzja (jednogłośna)                                               | 5     | 5:00 | UFC 245                                         | 14.12.2019 | Paradise       | Stracił pas mistrzowski UFC w wadze piórkowej. |
| Wygrana   | 21-4   | Frankie Edgar (23-6-1)          | Decyzja (jednogłośna)                                               | 5     | 5:00 | UFC 240                                         | 27.07.2019 | Edmonton       | Obronił pas mistrzowski UFC w wadze piórkowej. |
| Przegrana | 20-4   | Dustin Poirier (24-5)           | Decyzja (jednogłośna)                                               | 5     | 5:00 | UFC 236                                         | 13.04.2019 | Atlanta        | Walka o tymczasowy pas mistrzowski UFC w wadze lekkiej. Main Event                                                                                                  |
| Wygrana   | 20-3   | Brian Ortega (14-0)             | TKO (niezdolność do kontynuowania walki - przerwanie przez lekarza) | 4     | 5:00 | UFC 231                                         | 08.12.2018 | Canada         | Obronił pas mistrzowski UFC w wadze piórkowej. Bonus za występ wieczoru. Main Event.                                                                                |
| Wygrana   | 19-3   | José Aldo (26-3)                | TKO (ciosy pięściami)                                               | 3     | 4:51 | UFC 218                                         | 02.12.2017 | Detroit        | Obronił pas mistrzowski UFC w wadze piórkowej. |
| Wygrana   | 18-3   | José Aldo (26-2)                | TKO (ciosy pięściami)                                               | 3     | 4:13 | UFC 212                                         | 03.06.2017 | Rio de Janeiro | Unifikacja pasów. Zdobył mistrzostwo UFC w wadze piórkowej. Main Event.                                                                                             |
| Wygrana   | 17-3   | Anthony Pettis (19-5)           | TKO (ciosy pięściami)                                               | 3     | 4:50 | UFC 206                                         | 10.12.2016 | Toronto        | Zdobył tymczasowy pas mistrzowski UFC w wadze piórkowej. Pettis nie zmieścił się w wadze (148 lb) i był nieuprawniony do zdobycia tytułu. Bonus za występ wieczoru. |
| Wygrana   | 16-3   | Ricardo Lamas (16-4)            | Decyzja (jednogłośna)                                               | 3     | 5:00 | UFC 199                                         | 04.06.2016 | Inglewood      | |
| Wygrana   | 15-3   | Jeremy Stephens (24-11)         | Decyzja (jednogłośna)                                               | 3     | 5:00 | UFC 194                                         | 12.12.2015 | Las Vegas      | |
| Wygrana   | 14-3   | Charles Oliveira (20-4)         | TKO (uraz przełyku)                                                 | 1     | 1:39 | UFC Fight Night: Holloway vs. Oliveira          | 23.08.2015 | Saskatoon      | |
| Wygrana   | 13-3   | Cub Swanson (21-6)              | Poddanie (duszenie gilotynowe)                                      | 3     | 3:58 | UFC on Fox: Machida vs. Rockhold                | 18.04.2015 | Newark         | Bonus za występ wieczoru. |
| Wygrana   | 12-3   | Cole Miller (21-8)              | Decyzja (jednogłośna)                                               | 3     | 5:00 | UFC Fight Night: Henderson vs. Thatch           | 14.02.2015 | Broomfield     | |
| Wygrana   | 11-3   | Akira Corassani (12-4)          | KO (ciosy pięściami)                                                | 1     | 3:11 | UFC Fight Night: Nelson vs. Story               | 04.10.2014 | Sztokholm      | Bonus za występ wieczoru. |
| Wygrana   | 10-3   | Clay Collard (13-4)             | TKO (ciosy pięściami)                                               | 3     | 3:47 | UFC Fight Night: Henderson vs. dos Anjos        | 23.08.2014 | Tulsa          | |
| Wygrana   | 9-3    | Andre Fili (13-1)               | Poddanie (duszenie gilotynowe)                                      | 3     | 3:39 | UFC 172                                         | 26.04.2014 | Baltimore      | |
| Wygrana   | 8-3    | Will Chope (19-5)               | TKO (ciosy pięściami)                                               | 2     | 2:27 | UFC Fight Night: Saffiedine vs. Lim             | 04.01.2014 | Kallang        | |
| Przegrana | 7-3    | Conor McGregor (13-2)           | Decyzja (jednogłośna)                                               | 3     | 5:00 | UFC Fight Night: Shogun vs. Sonnen              | 17.08.2013 | Boston         | |
| Przegrana | 7-2    | Dennis Bermúdez (10-3)          | Decyzja (niejednogłośna)                                            | 3     | 5:00 | UFC 160                                         | 25.05.2013 | Las Vegas      | |
| Wygrana   | 7-1    | Leonard García (15-9-1)         | Decyzja (niejednogłośna)                                            | 3     | 5:00 | UFC 155                                         | 29.12.2012 | Las Vegas      | |
| Wygrana   | 6-1    | Justin Lawrence (4-0)           | TKO (ciosy pięściami)                                               | 2     | 4:49 | UFC 150                                         | 11.08.2012 | Denver         | |
| Wygrana   | 5-1    | Pat Schilling (5-1)             | Decyzja (jednogłośna)                                               | 3     | 5:00 | The Ultimate Fighter: Live Finale               | 01.06.2012 | Las Vegas      | |
| Przegrana | 4-1    | Dustin Poirier (11-1)           | Poddanie (duszenie trójkątne i dźwignia na staw łokciowy)           | 1     | 3:24 | UFC 143                                         | 04.02.2012 | Las Vegas      | Debiut w UFC w wadze piórkowej. |
| Wygrana   | 4-0    | Eddie Rincón (3-5)              | Decyzja (jednogłośna)                                               | 3     | 5:00 | UIC 4 - War on the Valley Isle                  | 01.07.2011 | Honolulu       | |
| Wygrana   | 3-0    | Harris Sarmiento (31-21)        | Decyzja (niejednogłośna)                                            | 5     | 5:00 | X-1 - Champions 3                               | 12.03.2011 | Honolulu       | Zdobył mistrzostwo X-1 w wadze lekkiej. |
| Wygrana   | 2-0    | Bryson Kamaka (11-17)           | KO (ciosy pięściami)                                                | 1     | 3:09 | X-1 - Island Pride                              | 06.11.2010 | Honolulu       | |
| Wygrana   | 1-0    | Duke Saragosa (3-3)             | Decyzja (jednogłośna)                                               | 3     | 5:00 | X-1 - Heroes                                    | 11.09.2010 | Honolulu       | Debiut w wadze lekkiej. |

## Życie prywatne
Ma rdzennych hawajskich, samoańskich i angielskich przodków. W 2012 roku poślubił swoją długoletnią dziewczynę Kaimanę Pa’aluhi, z którą ma jednego syna, Rusha Hollowaya. Para rozstała się w 2014 roku, przed rozwodem w 2017 roku. Później, na początku 2020 roku Holloway zaczął spotykać się z hawajską surferką Alessą Quizon. Zaręczyli się 18 listopada.